# مادیگان
مادیگان (به انگلیسی: Madigan) یک فیلم سینمایی آمریکایی در ژانر دلهره‌آور، درام، جنایی و نئو-نوآر محصول سال ۱۹۶۸ به کارگردانی دان سیگل با بازی ریچارد ویدمارک، هنری فوندا و اینگر استیونس است.